# Ипподром Лейк-Плэсида
Ипподром Лейк-Плэсида (англ. Lake Placid Equestrian Stadium) — конный стадион в Лейк-Плэсиде, штат Нью-Йорк, США.
В 1980 году на нём прошли церемонии открытия и закрытия зимних Олимпийских игр.

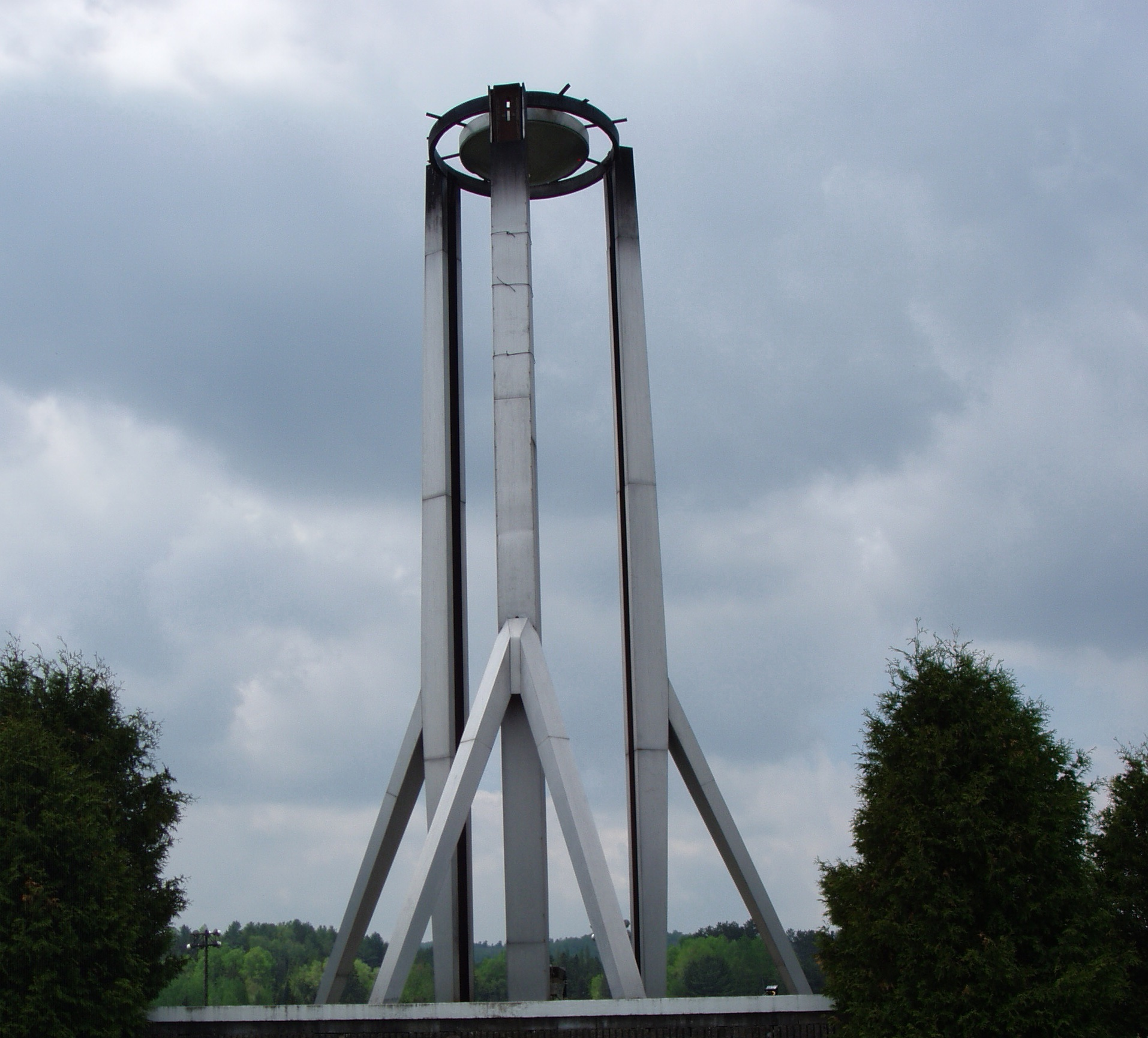
Чаша олимпийского огня